# BTR-152
BTR-152 (BTR, tiếng Nga: бронетранспортер), còn được gọi là BTR-140, là loại xe bọc thép chở quân (không có khả năng đổ bộ và lội nước) do Liên Xô chế tạo từ năm 1950. BTR-152 được phát triển và sử dụng song song với loại xe BTR-40 của nhà thiết kế V.A.Dedkov dựa trên mẫu BTR-141 từ Chiến tranh thế giới thứ hai. Được đưa vào biên chế Quân đội Xô Viết năm 1950 - 1991, nó được dùng nhằm bổ sung cũng như thay thế cho những chiếc BTR-40. Sau năm 1970, các xe BTR-152 và BTR-40 dần được thay thế bằng các xe BTR-60, BTR-70 và BTR-80. Nó còn nằm trong biên quân đội Liên Xô - Nga đến năm 1993. Các nước khu vực Châu Phi và các nước ở Châu Á thuộc khối xã hội chủ nghĩa cũng được Liên Xô cung cấp cho loại xe này và vẫn còn được quân đội nhiều nước trên thế giới sử dụng.

## Lịch sử
BTR-152 là một trong những xe thiết giáp bộ binh của Liên Xô đầu tiên sau khi Chiến tranh thế giới thứ hai kết thúc. Nó được phát triển từ tháng 11 năm 1946 tại nhà máy ZIS được thiết kế bởi B.M.Fitterman. Hai nguyên mẫu đầu tiên được hoàn thành vào tháng 5 năm 1947. Chiếc xe đã được quân đội Liên Xô thông qua vào ngày 24 tháng 3 năm 1950. Một số phiên bản nâng cấp được thiết kế bởi W.F.Rodionow và N.I.Orłow, sau đó đưa vào sản xuất. Những nguyên mẫu BTR-152 gặp nhiều vấn đề khi bảo trì, sửa chữa. Việc sản xuất BTR-152 ngừng lại vào năm 1962. Tổng cộng đã có 15.000 chiếc được sản xuất.

## Miêu tả

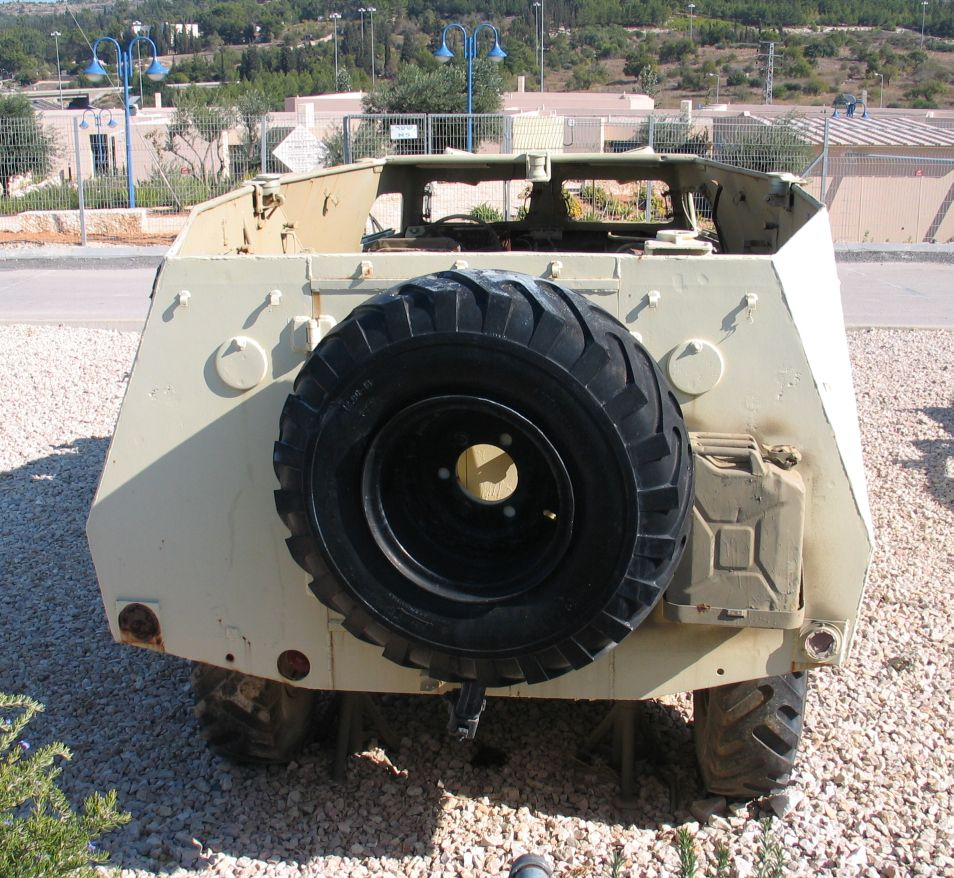
Mặt sau xe

Xe BTR-152 được chế tạo dựa trên khung xe tải, có động cơ ở phía trước, khoang chở lính ở phía sau. Cấu trúc của xe là cấu trúc hàn thép. Kính chắn gió được bảo vệ bằng 2 tấm sắt, chúng có thanh đóng mở riêng. Khoang lái xe có 2 cửa mỗi bên cho lái xe. Trên nóc xe có 1 khoang nhỏ dành cho xạ thủ súng máy. Xe có các cửa quan sát phía trước, sau và hai bên giúp cho binh lính và lái xe có thể quan sát từ trong xe ra trận địa. Vỏ giáp xe có độ dày khoảng từ 9 – 15 mm, phần mỏng nhất là bao quanh gầm xe và đáy đuôi dày 4mm. Điều này làm xe dễ bị súng máy hạng nặng tấn công, có khi còn từ vũ khí bộ binh cá nhân.
Xe chạy bằng 6 lốp, có bộ phận giảm xóc để giúp lái xe không bị mệt khi đi qua địa hình gồ ghề. Lốp xe dễ bị thủng do đạn bắn, do là loại xe bánh lốp nên BTR-152 hơi khó khăn khi đi qua các khu vực lầy lội. Mẫu BTR-152 V3 có cả thiết bị nhìn đêm.
Xe có thể chở 1,9 tấn hàng hóa hoặc nửa trung đội. Lính trong xe có thể chiến đấu bằng súng cá nhân ra ngoài do họ có thể bắn qua các cửa quan sát. Binh sĩ có thể ra vào xe bằng cách leo qua nóc xe do xe không có mái. Những chiếc dùng để chở hàng hóa thì có một tấm bạt phủ lên trên thay cho nóc khi đi qua nơi có mưa hay tuyết, bão. Các mẫu BTR-152 thường không có mái, việc này rất nguy hiểm khi đi qua các vùng đô thị có nhiều nhà cao tầng, quân địch ở phía trên dễ dàng nã xuống hoặc bị ném lựu đạn vào khoang chở quân. Chỉ có lái xe và xạ thủ súng máy là những người duy nhất được bảo vệ ở phía trên. Sau này, mẫu BTR-152K là mẫu duy nhất thuộc dòng BTR-152 là có mái trên bảo vệ lính trong khoang.
BTR-152 được trang bị 1 súng máy 7,62mm SGMB, súng DShK 12,7mm, súng phòng không 14,5mm hay pháo 23mm.
Trước động cơ xe có các cửa mảnh nhằm bảo vệ động cơ trong quá trình di chuyển khỏi bị trúng đạn. Nhưng việc đóng cửa mảnh quá lâu dễ gây nóng động cơ làm lái xe phải chạy chậm lại. Đây là một điểm yếu của xe do bộ phận làm mát khó có thể đáp ứng nổi công việc. 

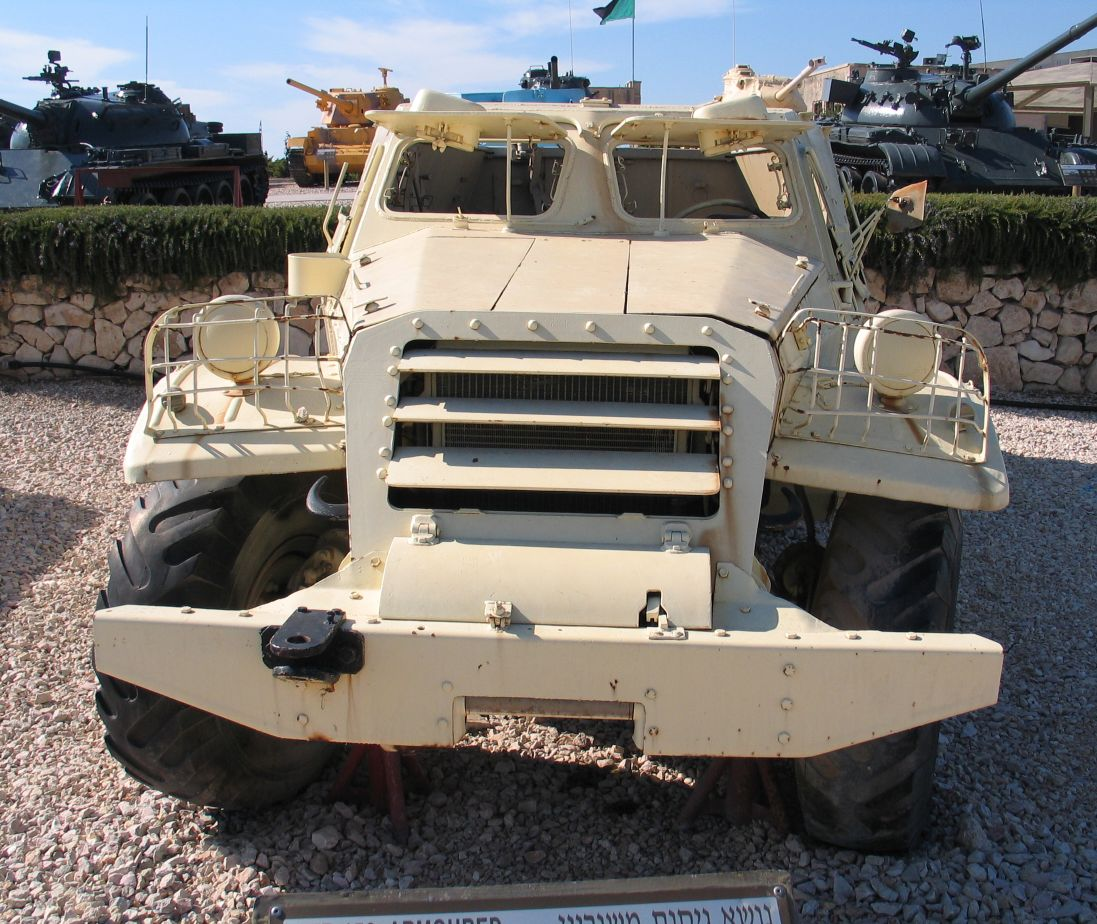
Mặt trước xe

Ngoài ra, BTR-152 còn gặp phải nhiều vấn đề khác như vấn đề về bảo trì, hoàn toàn không có khả năng đổ bộ hay lội nước, độ tin cậy thấp. Những nguyên nhân trên là do xe được phát triển từ 2 mẫu xe tải của Liên Xô là ZIS-151 và ZIL-157. Sau này các mẫu BTR-60, BTR-70 và BTR-80 đã thay thế dần cho BTR-152.

## Lịch sử hoạt động

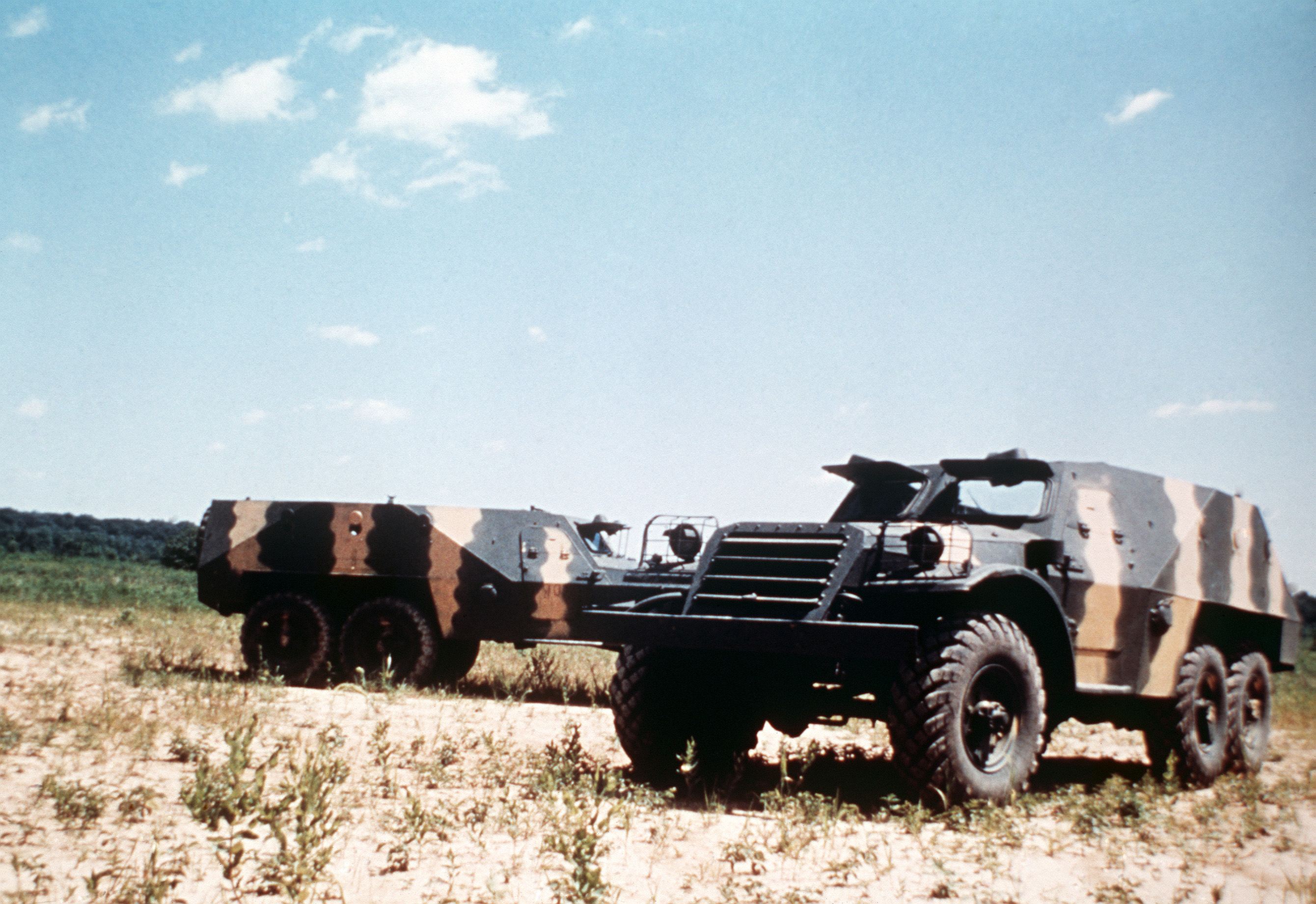
2 chiếc BTR-152V2 của Liên Xô

BTR-152 bắt đầu hoạt động trong quân đội Liên Xô từ ngày 24 tháng 3 năm 1950 và công khai xuất hiện trong cuộc diễu hành tại Moskva năm 1951. Nó được loại bỏ dần bằng những chiếc BTR-60 bắt đầu từ năm 1970. Nó còn hoạt động trong quân đội Xô Viết và sau đó là quân đội Nga đến năm 1993 trong cả các mục đích dân sự lẫn quân sự. BTR-152 được xuất khẩu đến những nước châu Phi và các đồng minh xã hội chủ nghĩa của Liên Xô cũ và hiện nay vẫn còn hoạt động tại nhiều nước.
BTR-152 được sử dụng trong cuộc Cách mạng Hungary 1956. Sau đó là ở Cuộc chiến 6 ngày. Tại đây, Israel đã thu giữ hàng chục chiếc BTR-152 của Ai Cập và Syria. Nó cũng xuất hiện trong Cuộc xâm lược Tiệp Khắc năm 1968 và Chiến tranh Việt Nam. Quân đội Nhân dân Việt Nam đã sử dụng BTR-152 là chiếc xe bọc thép chở quân chính trong thời kỳ chiến tranh.

## Biến thể

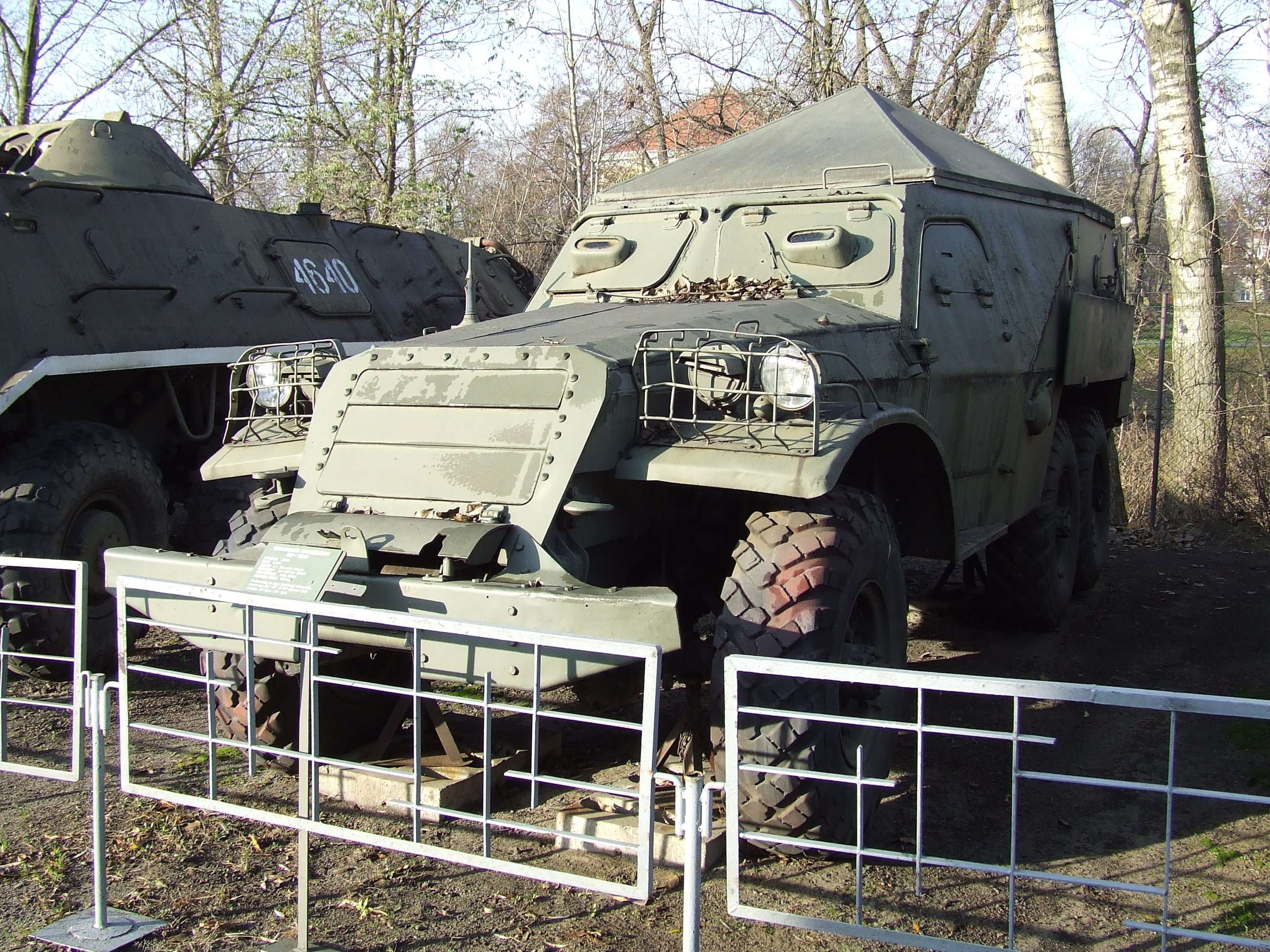
BTR-152 tại Warszawa, Ba Lan

### Liên Xô (cũ)
BTR-152 (năm 1950): Mẫu cơ bản dựa trên xe tải ZIL-151, sau này sẽ được chuyển đổi cho các mục đích sử dụng khác, chẳng hạn như xe cứu thương, trạm phát thanh, và các phương tiện kỹ thuật khác. Loại BTR-152 cơ bản không có mái.
BTR-152A (1951): Được chuyển đổi thành một SPAAG (xe phòng không), trang bị một đôi súng ZPU-2 hoặc loại 4 nòng ZPU-4, được điều khiển chỉ bởi một người lính duy nhất. Xe có thể chở 10 binh sĩ. Tháp pháo được đặt bên trong ngăn quân và có thể được vận hành bằng tay chỉ bởi một người. Nó có thể nâng từ -5 độ đến 80 độ.
BTR-152: Chuyển đổi thành một xe thả mìn chống tăng.
BTR-152B (1952): Xe chỉ huy pháo binh.
BTR-152C: Xe thông tin.
BTR-152V (1955): Biến thể dựa trên xe tải ZIL-157 với lốp xe bên ngoài, hệ thống điều chỉnh áp lực, gắn các thiết bị nhìn ban đêm cho người lái xe.
BTR-152D (1955): Vũ khí như BTR-152A, nhưng dựa trên BTR-152V.
BTR-152I: Phiên bản BTR-152V cho xe chỉ huy pháo binh.
BTR-152S: Xe thông tin kết hợp xe chỉ huy có lắp đặt mái dày và cao.
BTR-152V1 (1957): Trang bị thiết bị nhìn đêm và thiết bị kéo, dùng như xe sửa chữa chiến trường.
BTR-152K (1959): Lắp thêm mái thép ở ngăn quân, thêm cửa di chuyển ở bên phải, lắp thêm hệ thống thông gió. Trọng lượng của chiếc xe đã tăng lên, phi hành đoàn đã giảm xuống từ 2 + 18 xuống 2 + 13.
BTR-152K: Chuyển đổi thành xe cứu thương bọc thép.
BTR-152E: Vũ khí tương tự BTR-152A, nhưng dựa trên BTR-152V1.
BTR-152U: Xe chỉ huy dựa trên BTR-152V1, được trang bị với hệ thống lốp xe bên ngoài. Xe chỉ huy có một mái che phủ cao hơn, bổ sung radio và anten.
BTR-152V2: BTR-152V phiên bản không có tời.
BTR-152D: Dựa trên BTR-152V2.
BTR-152B1 (1958): Xe chỉ huy pháo binh với phía trước gắn trên tời, hộp chứa lốp xe và thiết bị nhìn ban đêm cho người lái xe.
BTR-152V3: BTR-152V với tời ở mặt trước, lái xe có đèn hồng ngoại và hộp lốp.
BTR-E152V (1957): Phiên bản thử nghiệm.

### Cộng hòa Nhân dân Trung Hoa

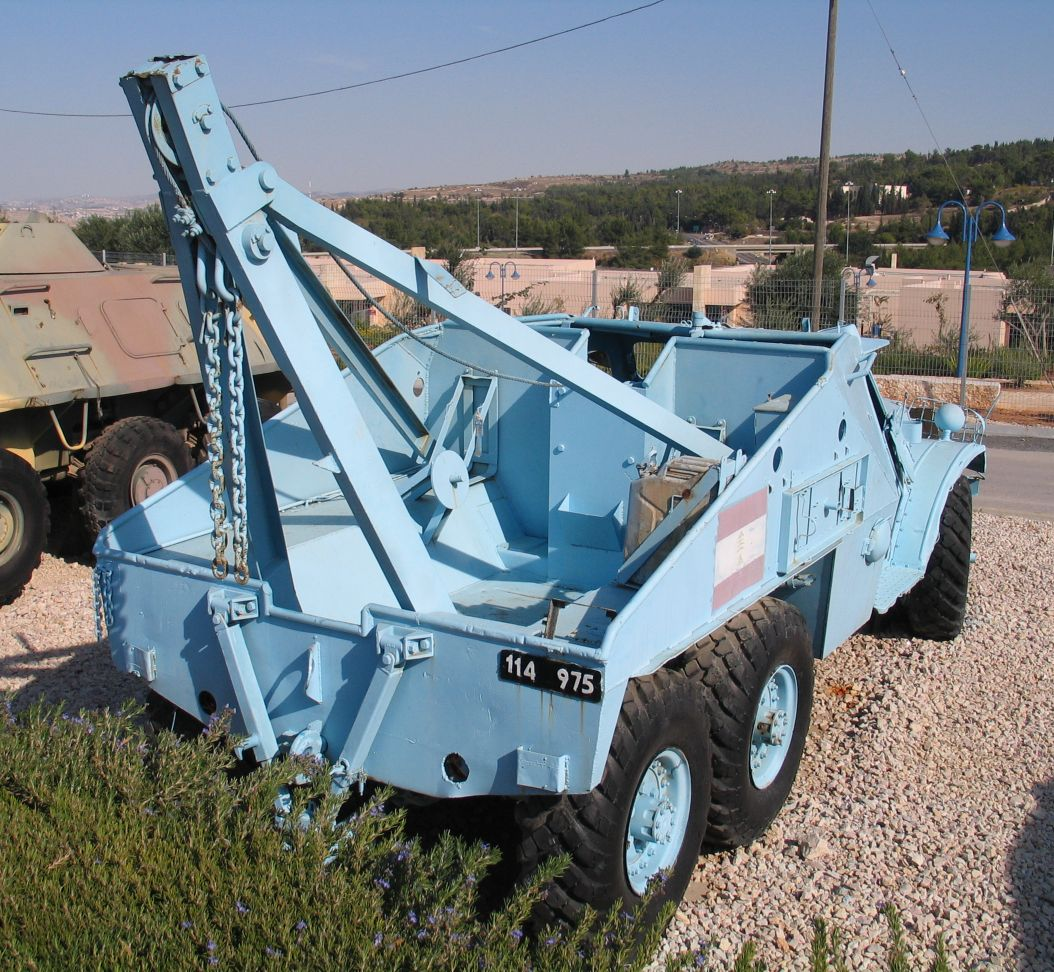
BTR-152 có tời (cần trục kéo) nhằm phục vụ sửa chữa kĩ thuật trên chiến trường

Type 56 (loại 56): Phiên bản sao chép của Trung Quốc.

### Ai Cập

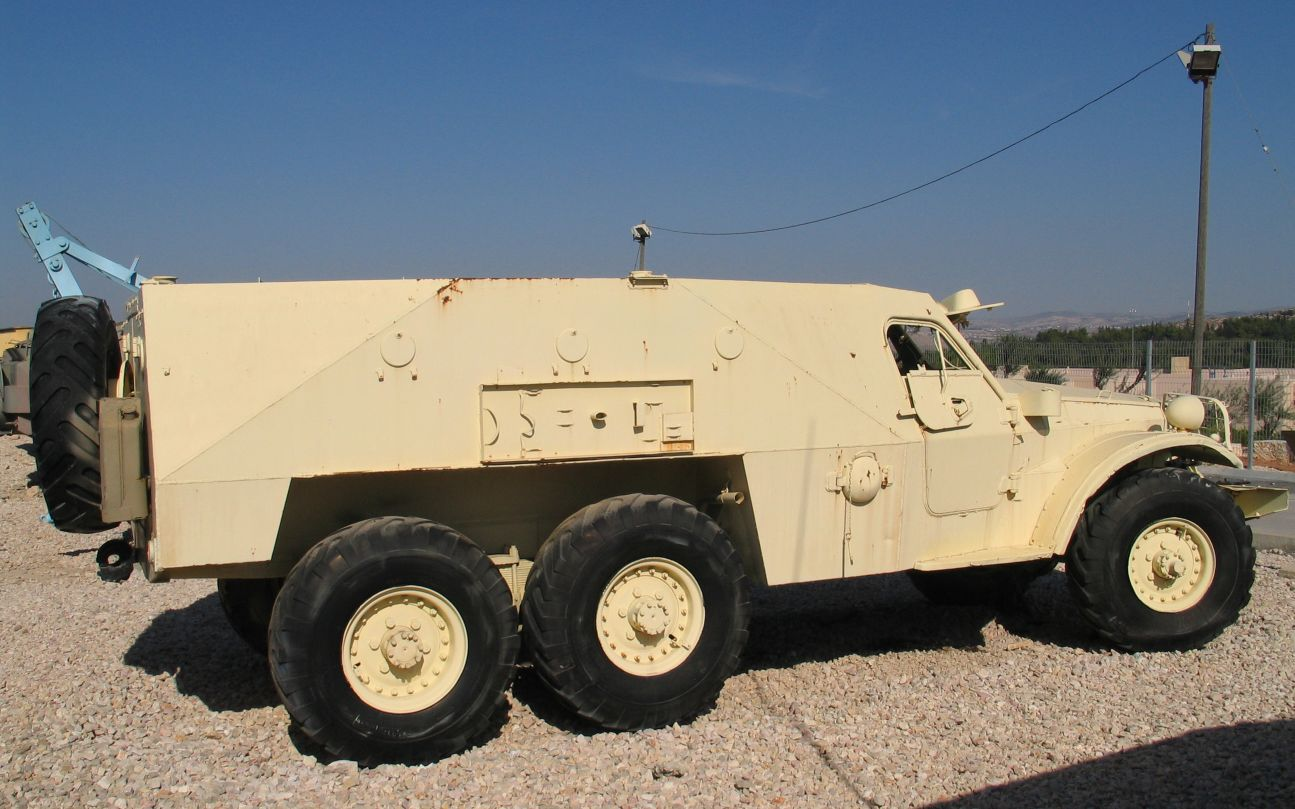
BTR-152 trưng bày tại bảo tàng Yad la-Shiryon, Israel

BTR-152 được chuyển đổi thành SPAAG với 4 súng phòng không DShK 12,7mm đặt tại ngăn chở quân, Ai Cập gọi nó là xe M58. Ngừng hoạt động vào năm 1980.

### Đông Đức cũ
SPW-152: Phiên bản BTR-152 của Đông Đức
SPW-152: Chuyển đổi thành xe cứu thương bọc thép.
SPW-152U: Phiên bản xe chỉ huy BTR-152 của Đông Đức.

### Israel
BTR-152: Bắt được từ Syria, Ai Cập và được sửa đổi để đáp ứng nhu cầu cho quân đội Israel.
BTR-152 TCM-20: Xe phòng không của Israel, được trang bị 1 pháo đôi TCM - 20 20mm.

### Liban
BTR-152: Dành cho Dân quân Liban. Nó được trang bị với súng ZSU-23-2 chống máy bay được đặt bên trong ngăn quân. Nó được sử dụng trong vai trò hỗ trợ hoả lực và chống máy bay.
BTR-152: Israel thu được từ Hezbollah. Nó được trang bị một cần trục bên trong. Một số bị Israel thu giữ trong cuộc Chiến tranh Liban 2006, đang được trưng bày tại Bảo tàng Yad la-Shiryon, Israel.

### Ba Lan
BTR-152 chuyển đổi để phục vụ như là một xe chỉ huy di động. Nó có thêm radio.
BTR-152 chuyển đổi thành một phương tiện kỹ thuật.
BTR-152 chuyển đổi thành một máy kéo pháo binh bọc thép.

### Việt Nam
BTR-152 cải tiến, sử dụng động cơ diesel và hộp số mới, hệ thống lái trợ lực và giáp ở nóc xe.

## Các quốc gia sử dụng

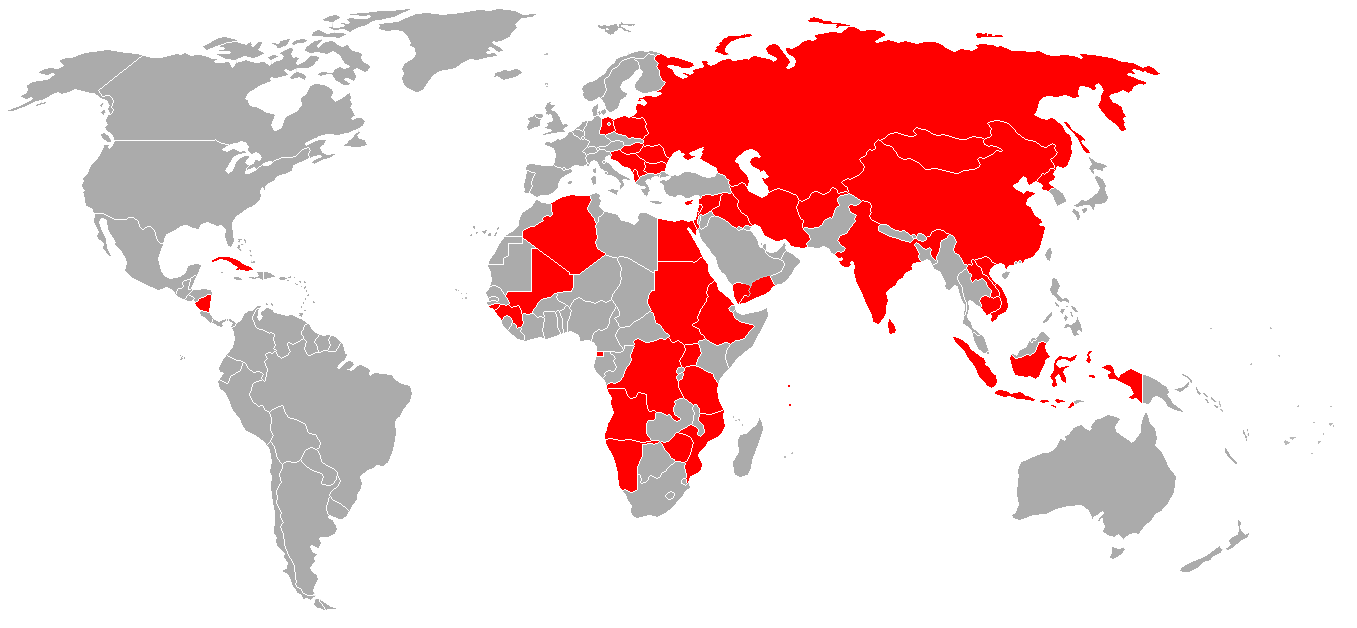
Các quốc gia sử dụng BTR-152

### Các quốc gia vẫn còn sử dụng
Afghanistan
 Albania - Đáng lẽ nó được nhập khẩu, nhưng cuối cùng nó đã được gửi đến một quốc gia khác do mối quan hệ ngày càng xấu đi với Liên Xô.
 Algeria
 Angola
 Campuchia
 Cuba
 Cyprus
 Ai Cập - Hiện còn 300 BTR-152 đang hoạt động. 675 BTR-152 mua từ Liên Xô và Tiệp Khắc. Ngoài ra, Ai Cập còn 120 BTR-152 chuyển đổi thành SPAAG nhưng ngừng phục vụ giữa những năm 1980.
 Equatorial Guinea
 Estonia - 5
 Ethiopia
 Georgia
 Guinea
 Guinea-Bissau
 Hungary
 Indonesia - Đã cho nghỉ hưu
 Ấn Độ
 Iran
 Israel Thu được trong thời gian Chiến tranh Sáu ngày từ Ai Cập và Syria. Nó được sử dụng bởi quân đội Israel chủ yếu là trong vai trò vận chuyển vũ khí như TCM BTR-152-20. Một số lượng nhỏ, phục vụ trong cảnh sát Israel.
 Lào
 Mali
 Mông Cổ
 Mozambique
 Nicaragua
 Bắc Triều Tiên
 Cộng hòa Nhân dân Trung Hoa Loại 56
 Cộng hòa Congo
 Ba Lan - Được sử dụng bởi quân đội, nhưng thay thế bằng SKOT APC. Năm 1982, Obywatelska Milicja (tổ chức dân quân tự vệ của Ba Lan đã nhận được 6 BTR-152V1 APC với các thiết bị đặc biệt từ Volkspolizei của Đông Đức. Một trong những chiếc xe vẫn được giữ trong lưu trữ trong lực lượng công an.
 Somaliland
 Seychelles
 Sri Lanka
 Sudan
 Syria
 Tanzania
 Việt Nam
 Yemen - 250
 Zimbabwe

### Các quốc gia từng sử dụng trước đây
Bulgaria - Ngừng hoạt động trong những năm 1990.
 Đông Đức - Chuyển giao lại cho nhà nước Đức thống nhất.
 Iraq - Tất cả bị phá hủy hoặc loại bỏ.
 Romania - Loại bỏ trong những năm 1990.
 Nga - Loại bỏ trong năm 1991 - 1993
 Liên Xô - Thông qua nước thành viên kế thừa.
 Đức - Lấy từ quân đội Cộng hòa Dân chủ Đức, tất cả được loại bỏ hoặc bán cho các quốc gia khác.
 Nam Tư - 40, ngừng hoạt động trong năm 1970.

### Các lực lượng vũ trang và tổ chức chính trị
Palestine Tổ chức Giải phóng Palestine PLO
Quân đội Nam Liban
Hezbollah
Lực lượng dân quân tự vệ Liban
Obywatelska Milicja Tổ chức dân quân tự vệ của Ba Lan.

## Các hình ảnh của BTR-152 tại bảo tàng Yad la-Shiryon, Israel

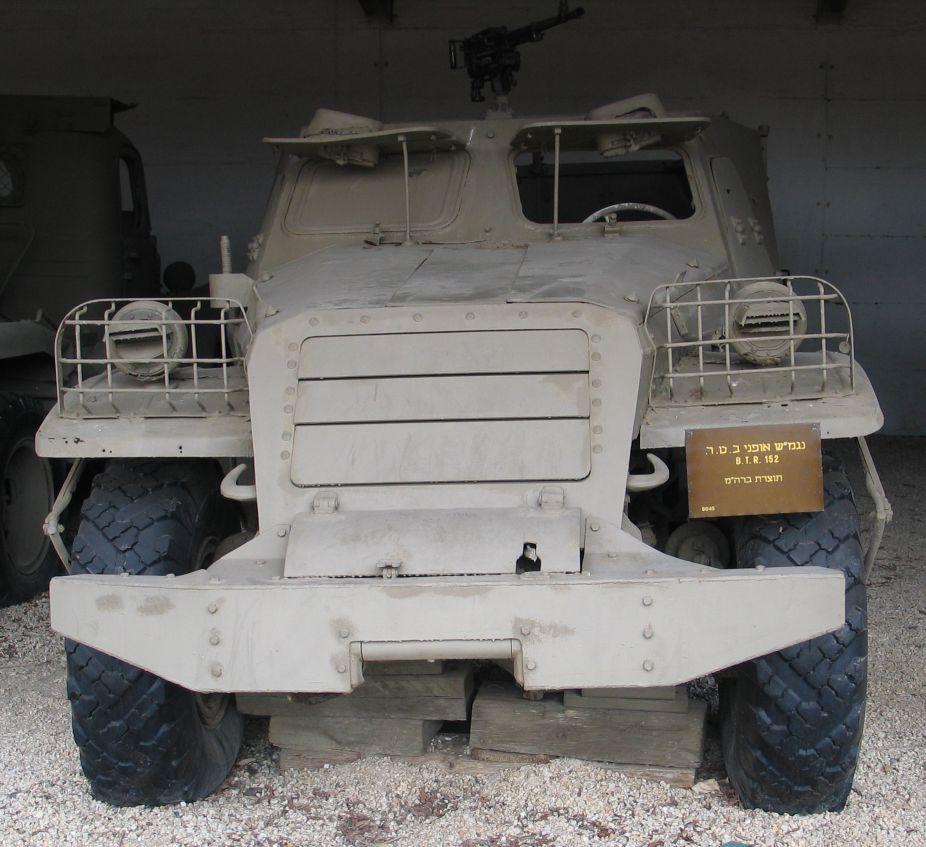
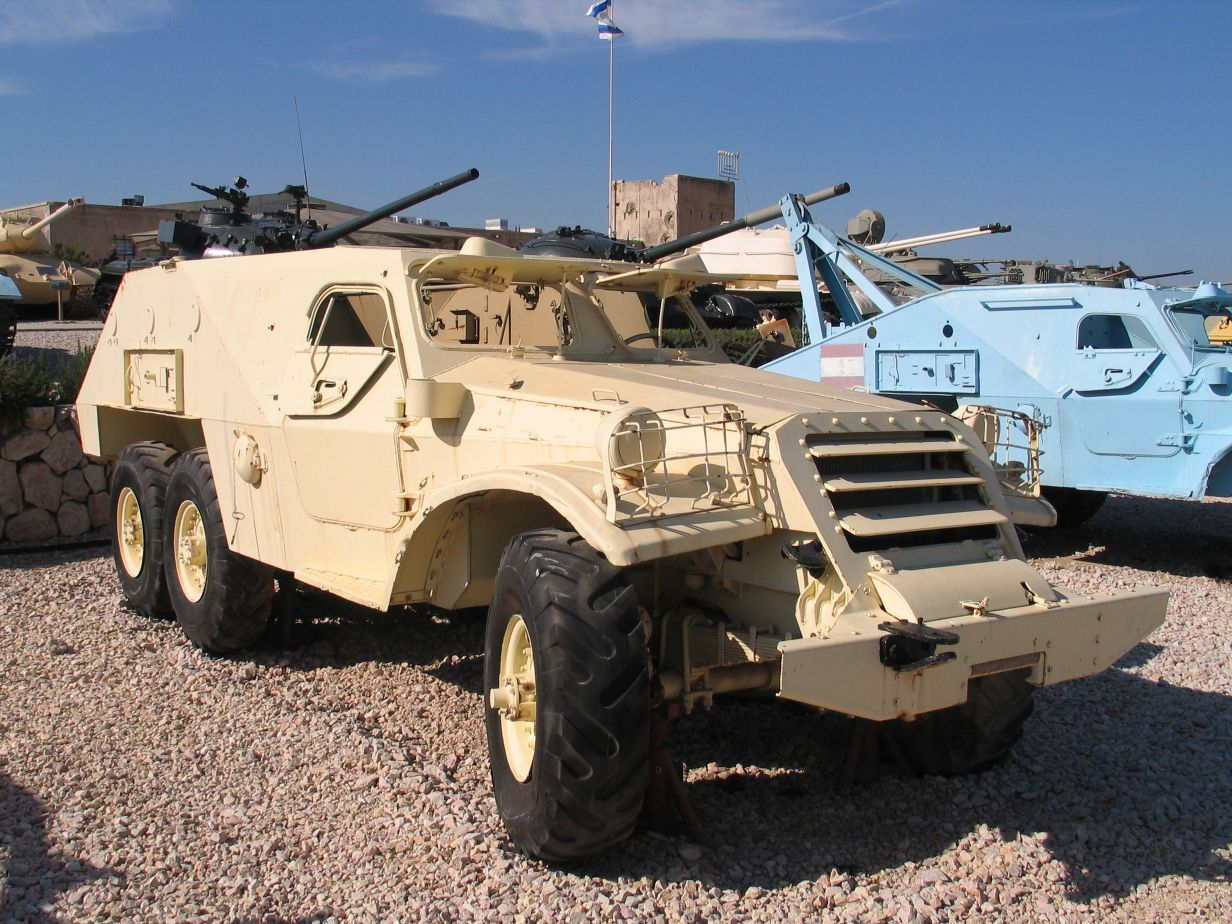
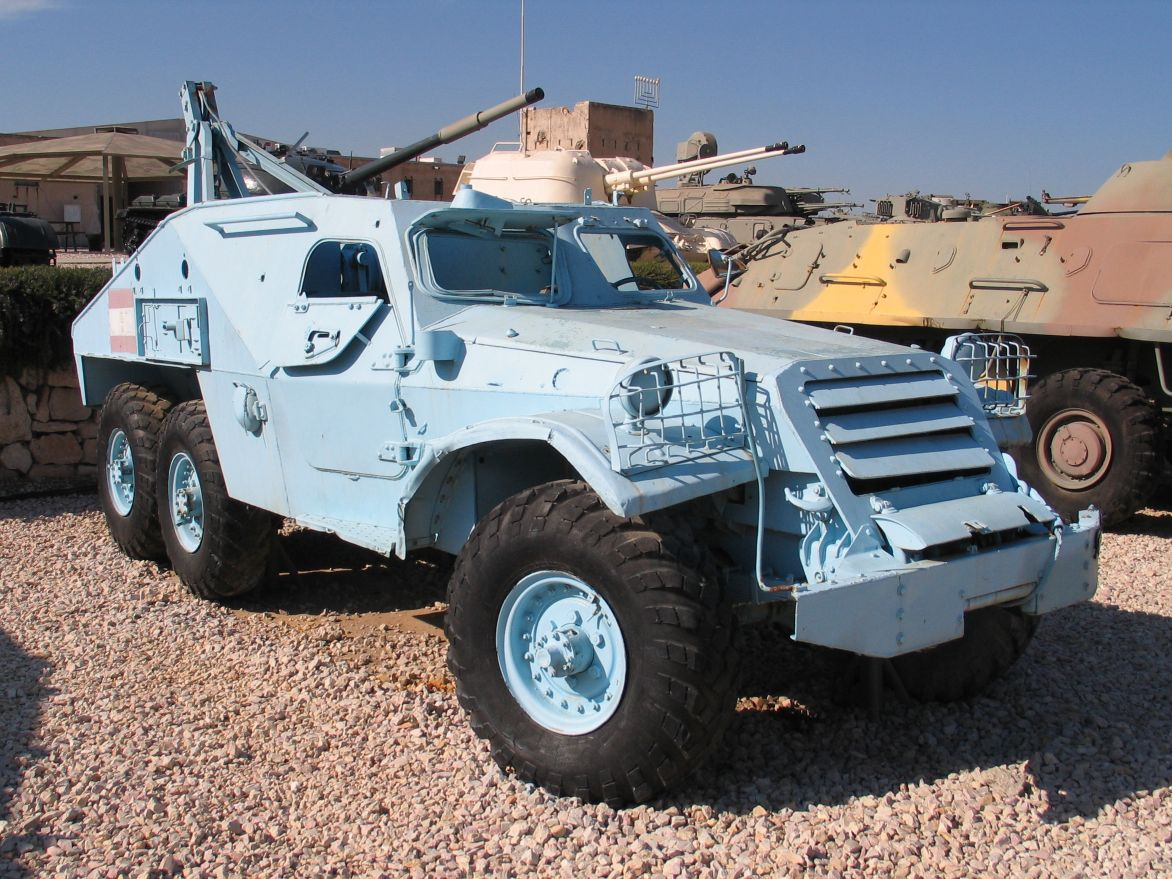
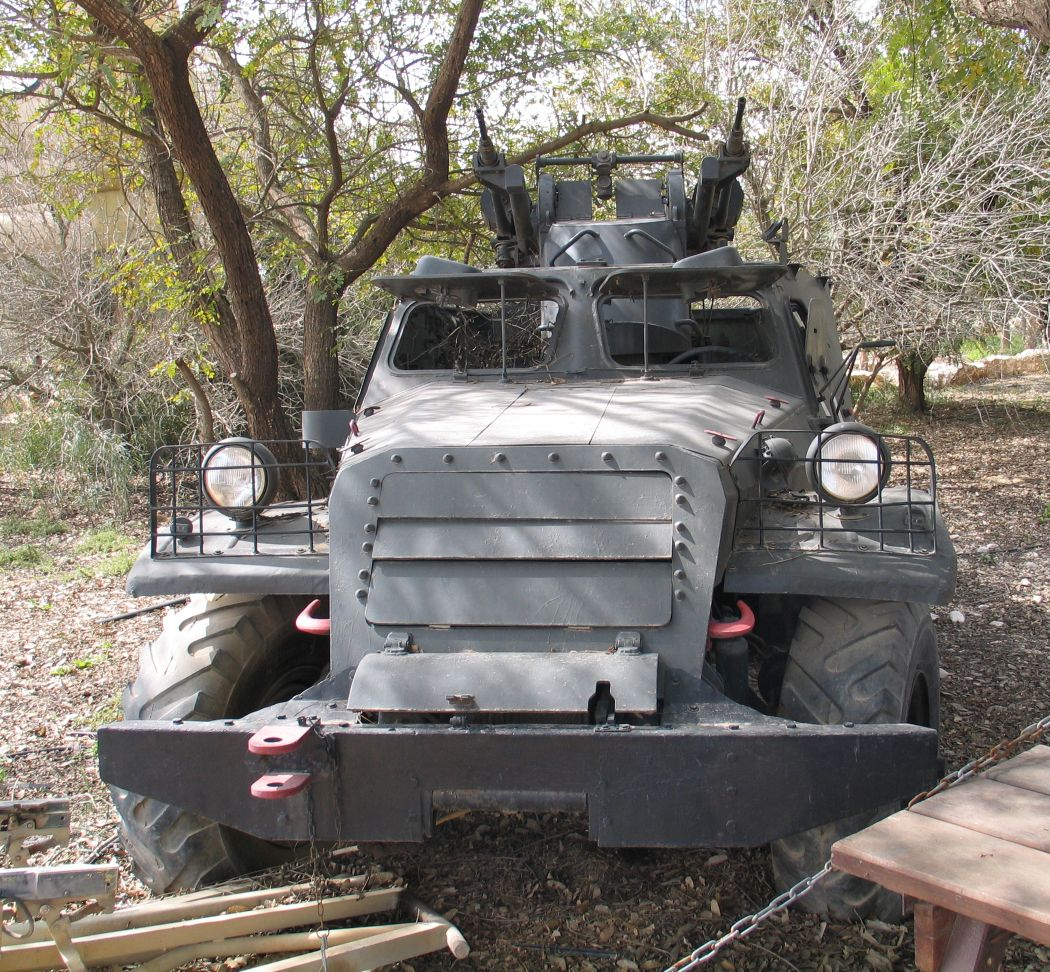
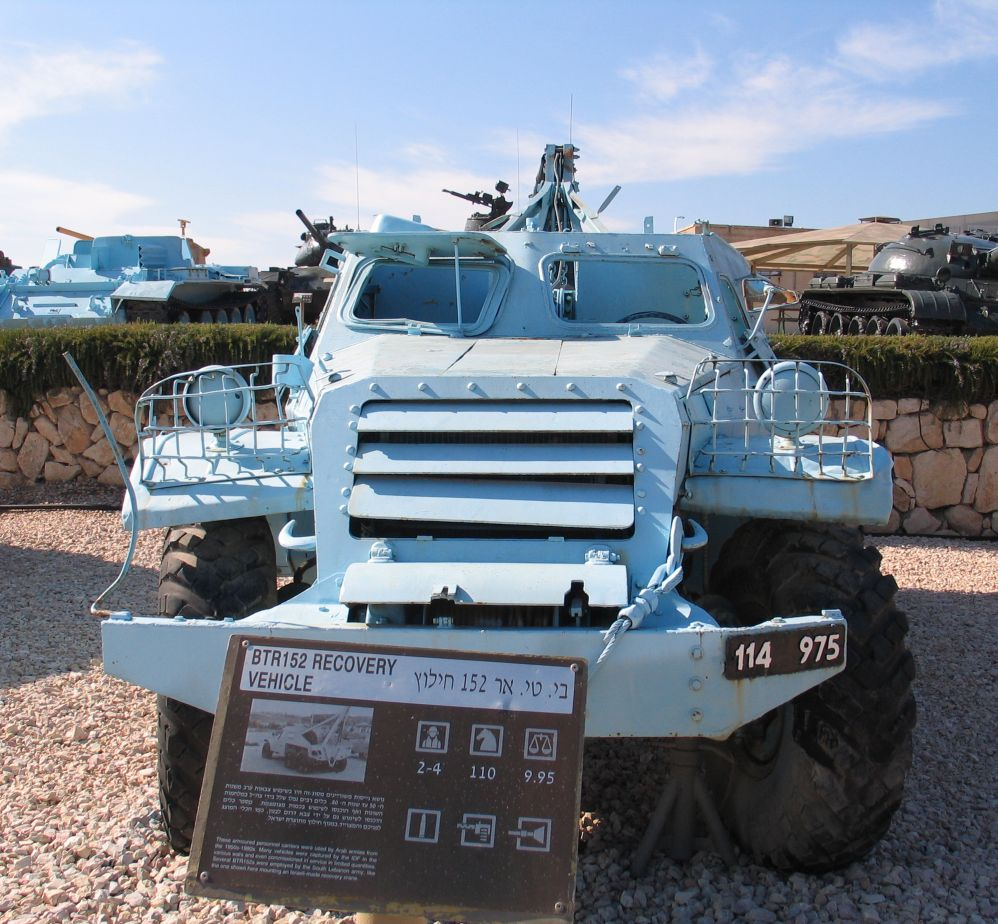
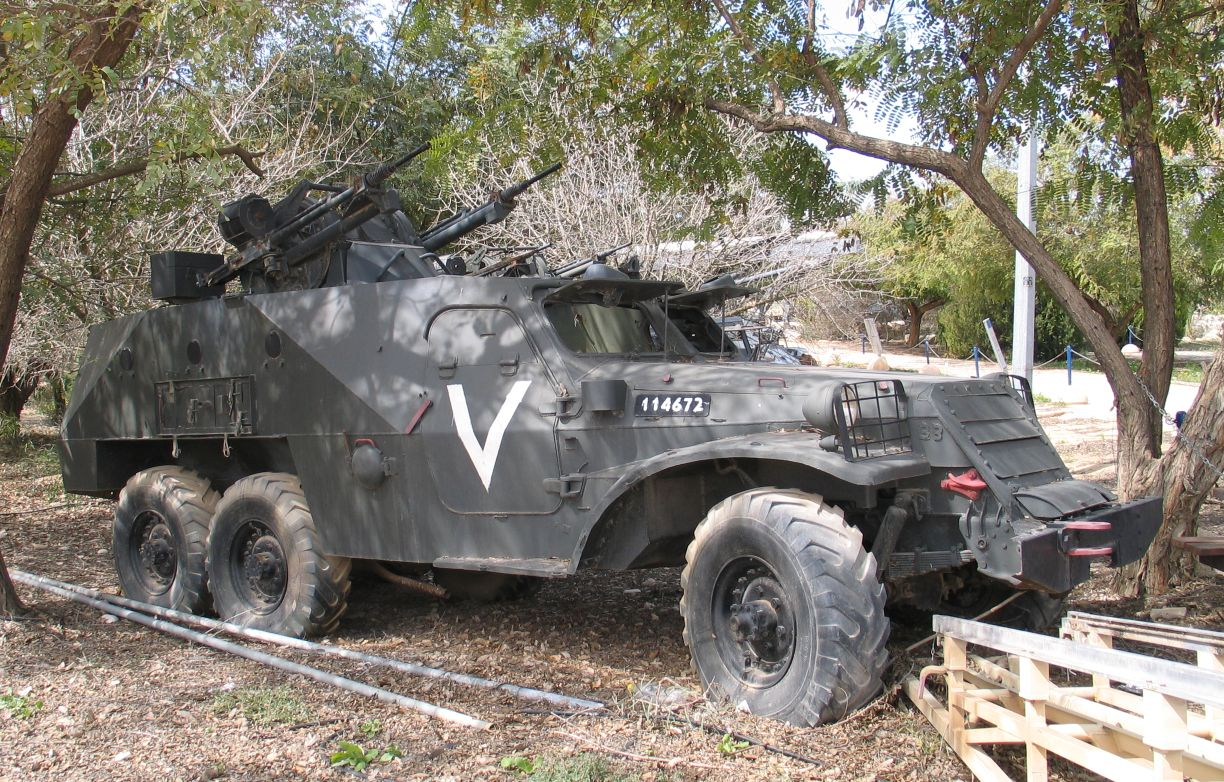